# Zuidelijke bronsgroefbij
De zuidelijke bronsgroefbij of zuidelijke gouden groefbij (Halictus leucaheneus) is een vliesvleugelig insect uit de familie Halictidae. De wetenschappelijke naam van de soort is voor het eerst geldig gepubliceerd in 1972 door Andreas Werner Ebmer.

## Voorkomen
De zuidelijke bronsgroefbij is een bewoner van zanderige gebieden en leeft op open plekken. In Nederland wordt de soort al lange tijd als bedreigde diersoort beschouwd. De bij staat op de rode lijst bijen en heeft de status 'ernstig bedreigd'. De sterke afname van de bij is mogelijk het gevolg van overbemesting.